# Giuda (film 2004)
Giuda (Judas) è un film per la televisione del 2004 diretto da Charles Robert Carner.